# Дом А. Е. Дмитриевой
Дом А. Е. Дмитриевой — здание XIX века в историческом центре Нижнего Новгорода. Построен в 1861 году. Автор проекта — помощник архитектора Нижнего Новгорода И. К. Кострюков.
По мнению исследователя нижегородской архитектуры Н. Ф. Филатова, здание является архитектурно-историческим памятником Нижнего Новгорода и интересным образцом доходных домов середины XIX века. В настоящее время здание расположенное по адресу Ильинская улица, дом № 8, не охраняется государством.

## История
После того, как центр Нижнего Новгорода был практически полностью застроен каменными домами, они стали возводиться и там, где издавна строились преимущественно деревянные здания — на косогорах Дятловых гор. В 1861 году мещанка Анна Егоровна Дмитриева решила выстроить каменный доходный дом с флигелем и деревянными службами на спуске Ильинской улицы к Нижнепосадскому торгу в уходящем в долину Почаинского оврага саду. Проект разработал помощник архитектора И. К. Кострюков.
Планы фасадов были рассмотрены и одобрены Нижегородской строительной комиссией в марте 1861 года и утверждены губернатором А. Н. Муравьёвым. Надзор за работами осуществлял автор проекта. К концу года дом был выстроен. Предполагавшийся антресольный этаж с окнами во двор распространили над всем зданием, ставшим после этого практически четырёхэтажным.
Поскольку дом был доходным, для постойщиков посредине главного фасада здания с Ильинской улицы был устроен широкий въезд во двор. По обязательным требованиям времени усадьба отгораживалась от соседних строений глухими противопожарными брандмауэрами.